# Slavko Labović
Slavko Labović (født 17. november 1962 i Kolašin, Montenegro, Jugoslavien), er en dansk-serbisk skuespiller som er kendt fra Pusher-filmene, hvor han spiller den skaldede håndlanger Radovan. Han er også formand for Den Serbiske Forening i Danmark.

## Biografi

### Baggrund
Labovic blev født i Montenegro i bjergbyen Kolašin. Da han var fem år, flyttede hele familien, der er etniske serbere, og som bestod af mor, far og seks børn, til Danmark, hvor de fik lejlighed i et boligkompleks i Ballerup. Til BT har han i et interview udtalt at: "Vores far ville højne vores levestandard, og i Danmark var der på det tidspunkt brug for fremmed arbejdskraft."
Han voksede op på Den københavnske vestegn, hvor han gik i folkeskole og gymnasium og senere uddannede sig til sygehjælper.
I 1996 blev han castet og valgt foran 54 andre til Nicolas Winding Refns debutfilm, Pusher, og Slavko fik sin debut som den brutale serbiske håndlanger for Milo, spillet af dansk-kroaten Zlatko Burić. Slavko Labovic bor i Ballerup ved København.
Labovic er formand for Den Serbiske Forening i Danmark, hvor han har gjort sig bemærket med en række kontroversielle udtalelser om den tidligere præsident for de bosniske serbere, Radovan Karadžić.
Slavko Labovic har i 2022 også udtalt sig kritisk overfor den danske presses dækning af krigen i Ukraine og har tilkendegivet sin støtte til Rusland og Vladimir Putin.

## Filmografi
- Pusher (1996)
- I Kina spiser de hunde (1999)
- Absolute 100 (serbisk film, 2001)
- Jolly Roger (2001)
- Gamle mænd i nye biler (2002)
- Den gode strømer (2004)
- Pusher III (2005)
- Tomme Tønner (norsk film, 2005)
- Tour de Force (2010)
- Little Big Boy (2012)
- Ud af mørket (2012)
- Travelator (2014)
- Gælden (2017)